# Flag football

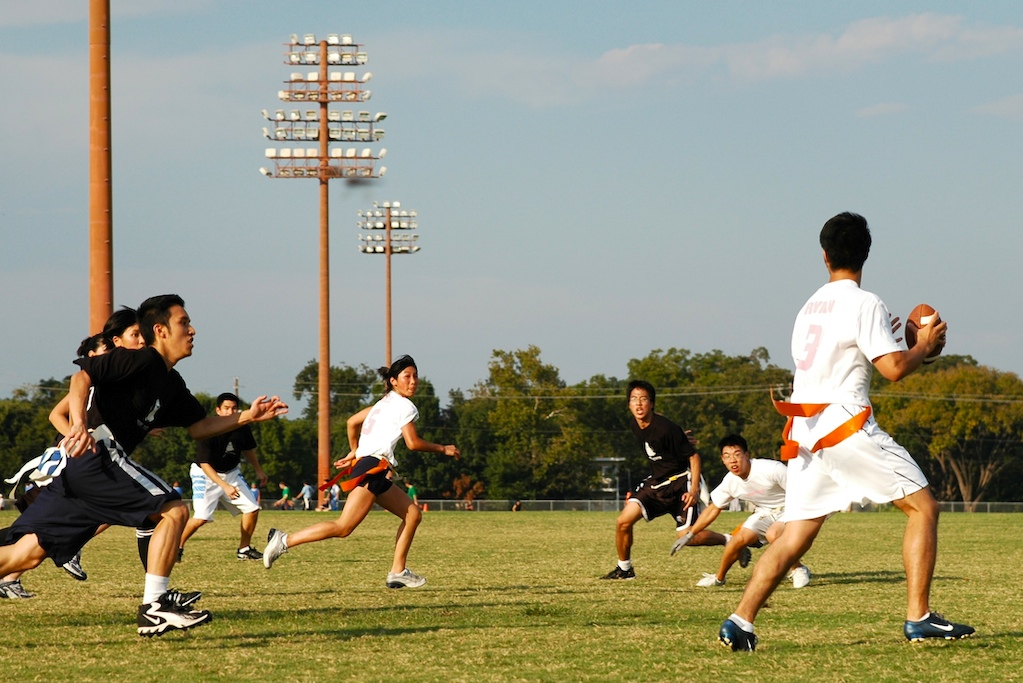
No Flag football, ao invés de equipamentos, os jogadores usam fitas (flags)

Flag football (futebol de bandeira)  é um jogo semelhante ao futebol americano. No flag football, é usado um cinto de flag (uma espécie de fita). Caso o jogador do time da defesa tire este cinto, o time de ataque acaba sua descida (down) e começa uma nova descida daquele ponto.
No jogo, semelhante ao futebol americano, o time de ataque tem 4 chances para chegar ao meio, saindo da linha de 5 jardas, e mais 4 chances para o touchdown.
Após um touchdown o time de ataque pode escolher fazer uma conversão de 1 ou 2 pontos, saindo da linha de 5 ou 10 jardas, respectivamente.
O jogo é dividido em 2 tempos de 20 minutos.
No flag, não existem chutes nem punts: caso o ataque não chegue ao meio ao touchdown, o ataque do outro time entra em campo, no seu campo de defesa e sai da linha de 5 jardas.

## Variações
Principalmente porque não há organização sancionadora dominante para o esporte, o jogo sofreu várias variações: 9, 8, 7, 6, 5 e 4 jogadores de cada lado;  Misto ou sexo único; Sem chute e punção; Com conversões após o ponto (incluindo algumas com tentativas de 1, 2 e 3 pontos) ou sem; Tamanhos de campo que variam do tamanho total da Canadian Football League (CFL), do National Football League (NFL) (120 metros de comprimento por 53 ⅓ de largura), ou até mesmo com um campo de 1/3 do tamanho oficial.

Uma distinção importante é se Lineman está autorizado a pegar passes ("Lineman Elegíveis") ou, como na NFL / CFL, não está autorizado a fazê-lo ("Linel Inelegible"). A bandeira (e  toque) futebol também pode ser dividida em "contato" ou "não contato", dependendo de se  bloqueio é permitido; se permitido, o bloqueio geralmente é restrito ao peito.